# Per Thorén
Per Ludvig Julius Thorén (Stoccolma, 26 gennaio 1885 – Stoccolma, 5 gennaio 1962) è stato un pattinatore artistico su ghiaccio svedese.

## Palmarès
| Evento              | 1904 | 1905 | 1906 | 1907 | 1908 | 1909 | 1910 | 1911 |
| ------------------- | ---- | ---- | ---- | ---- | ---- | ---- | ---- | ---- |
| Giochi olimpici     |      |      |      |      | 3°   |      |      |      |
| Campionati mondiali |      | 3°   | 5°   | 4°   |      | 2°   | 4°   |      |
| Campionati europei  |      |      | 3°   | 4°   |      | 3°   | 3°   | 1st  |
| Campionati svedesi  | 2°   | 1°   | 2°   | 1°   | 2°   |      |      |      |